# Łechtaczka
Łechtaczka (łac. clitoris) – nieparzysty, zewnętrzny narząd płciowy samic ssaków. Znajduje się w pobliżu przedniego połączenia warg sromowych mniejszych (labia minora pudendis). Część widoczna znajduje się powyżej pochwy. Odgrywa podstawową rolę w pobudzeniu seksualnym i orgazmie.

## Anatomia ludzkiej łechtaczki

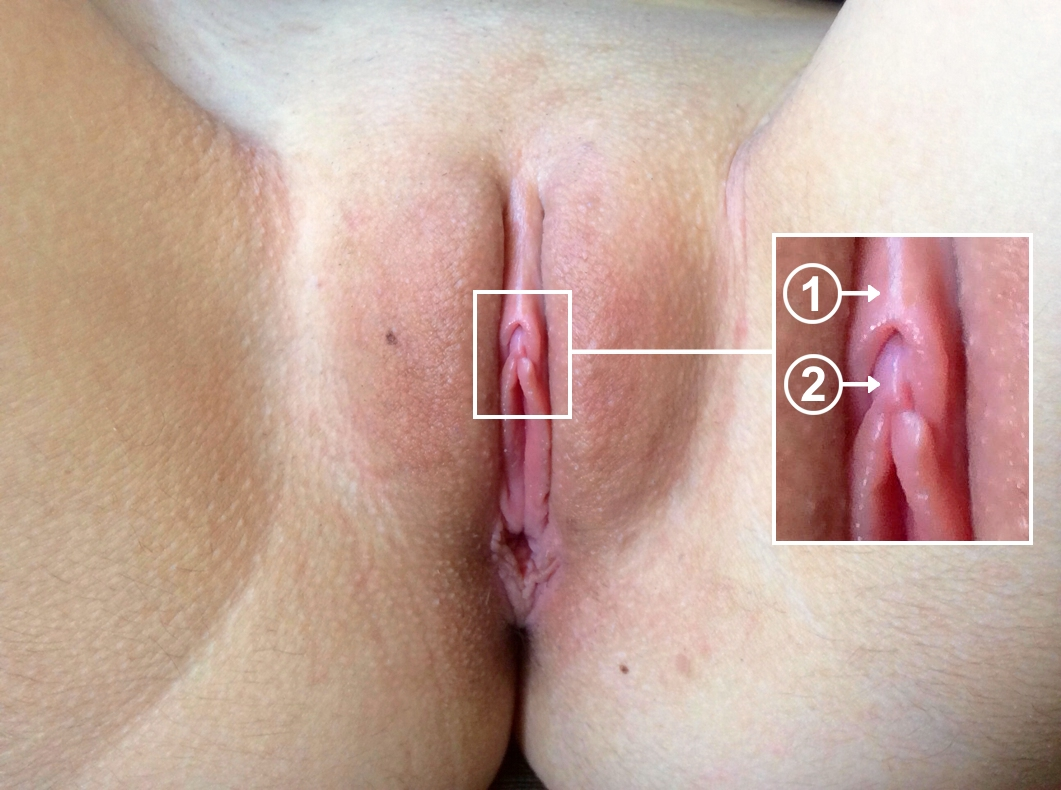
Zdjęcie sromu: 1 – napletek łechtaczki, 2 – łechtaczka.

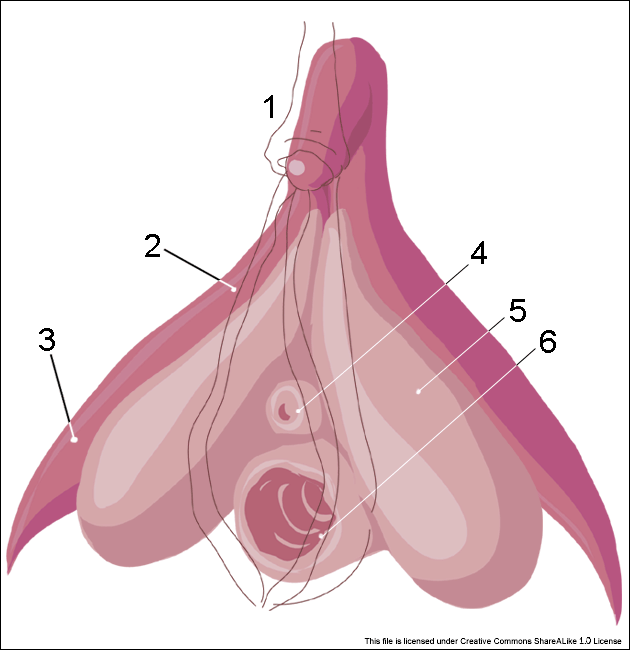
Budowa łechtaczki: 1. Żołądź łechtaczki (glans clitoridis) 2. Ciało jamiste (corpus cavernosum) 3. Odnoga łechtaczki (crus clitoris) 4. Ujście cewki moczowej 5. Opuszka przedsionka pochwy 6. Pochwa.

Łechtaczka jest narządem homologicznym z męskim prąciem i podobnie jak w prąciu wyróżnia się w niej żołądź i ciała jamiste. Parzyste ciała jamiste łechtaczki (corpora cavernosa clitoridis), które rozpoczynają się jako odnogi łechtaczki (crura clitoridis) przyczepiają się do dolnych gałęzi kości łonowych. Mają średnio długość 4 cm, stanowiąc najdłuższą część ciał jamistych (dla porównania u suk i loch łechtaczka osiąga długość 8–10 cm, a u krów i klaczy blisko 12 cm). Następnie obie odnogi biegną przyśrodkowo i w górę. Na tym odcinku pokrywa je mięsień kulszowo-jamisty (musculus ischiocavernosus). Obie odnogi łączą się nieco poniżej i do przodu od spojenia łonowego (symphisis pubica) zbiegają się w mierzący około 2 cm trzon łechtaczki (corpus clitoridis), w którym wyróżnia się część wstępującą (pars ascendens) i część zstępującą (pars descendens), która odpowiada wolnej części prącia. Przejście części wstępującej w zstępującą nazywane genu lub angulus corporis clitoridis. Trzon łechtaczki kończy się wierzchołkiem (apex), który wraz z pokrywającą go cienką skórą (napletek łechtaczki) tworzy żołądź łechtaczki (glans clitoridis). Trzon łechtaczki łączy się ze spojeniem więzadłem wieszadłowym. Oba ciała jamiste w tej części oddziela niepełna przegroda (septum corporum cavernosum). Każde ciało jamiste jest otoczone błoną białawą (tunica albuginea). Wewnątrz ciał jamistych znajdują się jamki (lacunae), które są rozdzielone niepełnymi beleczkami (trabeculae) zbudowanymi z mięśni gładkich i tkanki łącznej. Pod wpływem bodźców nerwowych ciała jamiste wypełniają się krwią i dochodzi do wzwodu, który jest zróżnicowany osobniczo, ale nigdy nie dochodzi do zniwelowania angulus corporis clitoridis.
Unaczynienie
Łechtaczkę zaopatrują w krew:
- tętnica głęboka łechtaczki (arteria profunda clitoridis),
- tętnica powierzchowna łechtaczki (arteria superficialis clitoridis),

będące gałęziami tętnicy sromowej wewnętrznej, będącej z kolei gałęzią tętnicy biodrowej wewnętrznej. Krew spływa żyłą głęboką łechtaczki (vena profunda clitoridis) do żyły sromowej wewnętrznej, a żyłą grzbietową łechtaczki do żylnego splotu pęcherzowego. Chłonka spływa do węzłów pachwinowych powierzchownych.
Unerwienie
Unerwienie łechtaczki jest:
- czuciowe – nerw grzbietowy łechtaczki z nerwu sromowego (od gałęzi nerwów rdzeniowych S2, S3, S4),
- autonomiczne – ze splotu miednicznego.

## Embriologia

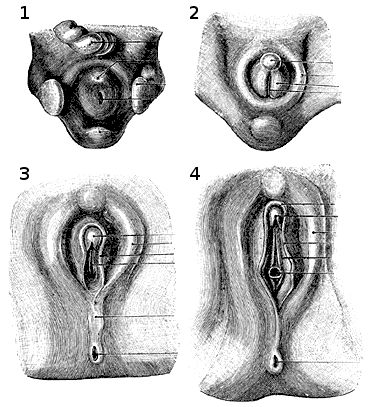
Rozwój embriologiczny łechtaczki

Łechtaczka powstaje z wyrostka płciowego, stanowiąc homologię prącia męskiego. Odpowiednikiem ciała gąbczastego prącia są opuszki przedsionka (bulbi vestibuli). Rozwój żeńskich narządów płciowych uwarunkowany jest brakiem męskich hormonów płciowych.

## Fizjologia
Jako najbardziej erogenne miejsce w całym ciele kobiety, równocześnie najbardziej czułe na bodźce dotykowe, pozwala na odczuwanie przez kobietę najmocniejszych doznań erotycznych, w tym również osiągnięcie orgazmu przez stymulację dotykową w czasie stosunku seksualnego lub masturbacji. Jest zbudowana głównie z tkanki limfatycznej.

## Historia
Pierwszym badaczem, który zidentyfikował łechtaczkę w czasach Renesansu, był Henri Estienne (1545), błędnie przypisał jej jednak funkcję w układzie moczowym . Pierwszeństwo odkrycia przypisuje się Realdo Colombo , wykładowcy chirurgii na Uniwersytecie Padewskim, który w 1559 roku opublikował dzieło De re anatomica, w którym opisał „siedzibę kobiecej rozkoszy”. Colombo stwierdził ponadto, że „o ile wolno mu nadać nazwę rzeczom odkrytym przez niego, których nikt przed nim nie dostrzegł (...) powinno się je nazwać miłością lub słodyczą Wenery”.
Twierdzenie Colombo było podane w wątpliwość przez jego następcę, Gabriela Fallopia, który utrzymywał, że to on odkrył łechtaczkę pierwszy. Caspar Bartholin, XVII-wieczny duński anatom, odrzucił roszczenia obydwu włoskich anatomów, stwierdzając, że narząd ten znany był medycynie już w II wieku: Hipokrates opisał ją jako columella (kolumienka). Awicenna używał określeń albatra lub virga („pręt”). Abulcasis nazwał łechtaczkę tentigo („napięcie”). Rzymianie określali łechtaczkę jako landica.
W kolejnych stuleciach szersze opisy łechtaczki przedstawiali w XVII wieku De Graaf (Tractatus de Virorum Organis Generationi Inservientibus, De Mulierub Organis Generationi Inservientibus Tractatus Novus) i Georg Ludwig Kobelt. Kobelt przeprowadził bardzo wszechstronne badania i opisał rolę, którą pełni łechtaczka w kobiecej seksualności . Wiele podręczników anatomii w XX wieku nie opisywało łechtaczki szczegółowo, często przedstawiano jedynie męską anatomie, a następnie podawano różnice pomiędzy męską a kobiecą anatomią, zamiast omówić szczegółowo anatomię kobiecą .
Jędrzej Krupiński, polski anatom żyjący w XVIII w., podał następującą definicję łechtaczki: „Żołądź białogłowska lub łechtaczka jest małe, żołędzi podobne ciało, wewnętrznie zaraz pod spojeniem się do kupy wielkich warg wyższym leżące”.
Rola łechtaczki w orgazmie długo była przedmiotem sporów. W latach 20. XX wieku Sigmund Freud uznał, że wprawdzie łechtaczka odgrywa istotną rolę w orgazmie, to jednak tylko u kobiet niedojrzałych. Kobiety dojrzałe, zdaniem Freuda, powinny odczuwać orgazm na skutek stosunku waginalnego. Na skutek tej diagnozy seksuologowie niesłusznie uznawali kobiety, które nie były w stanie osiągnąć orgazmu podczas stosunku waginalnego, za zaburzone i oziębłe.
Badania nad rolą łechtaczki w orgazmie prowadzili William Masters i Virginia Johnson w 1966. W tym samym roku psychiatra Mary Jane Sherfey opublikowała artykuł poświęcony kobiecej seksualności, w którym szczegółowo opisała anatomię łechtaczki. 
Rola łechtaczki w kobiecym orgazmie została opisana w latach 70. i 80. XX wieku przez: Shere Hite, Betty Dodson i organizacje Federation of Feminist Women’s Health Clinics (FFWHC).